# Rölli och skogsanden
Rölli och skogsanden, även känd som Rölli och skogsrået, (finska: Rölli ja metsänhenki) är en film i regi av Olli Saarela och hade premiär den 21 december 2001. Huvudrollerna i filmen spelas av Allu Tuppurainen och Maria Järvenhelmi. Filmen spelades in sommaren 2001 och belönades med tre Jussistatyetter 2002.
Ett dataspel och soundtrack till filmen har också släppts.

## Handling
Filmen handlar om skogstrollet Rölli och hans vänner, som går på jakt efter ett nytt land och så småningom hamnar i feernas by. Feerna jagar bort besökarna, men Rölli blir vän med Milli Menninkäinen. Tillsammans ger de sig av i kampen mot det onda med hjälp av en mystisk vågmästare.
Rölli och Milli måste göra något år de dåliga relationerna mellan Röllitrollen och feerna, men denna splittring leder till krig och en person dör. Hur ska Rölli ställa allt till rätta och få sin vän tillbaka?

## Rollista
- Allu Tuppurainen – Rölli
- Maria Järvenhelmi – Milli Menninkäinen
- Peter Franzén – Lakeija
- Kari Hietalahti – Riitasointu
- Jussi Lampi – Isorölli
- Kalle Holmberg – Vaakamestari
- Samuli Edelmann – Menninkäisten kylänvanhin
- Jorma Tommila – Röllien kylänvanhin
- Gyan Dookie – Ryhmy-rölli
- Mika Bruun – Kärppä-rölli
- Jallu Junnilainen – Pelle Miljoona-rölli
- Veijo Kaikkonen – Kauppias-rölli
- Janne Karjalainen – Kantaja-rölli
- Kimmo Korkala – Merirosvo-rölli
- Antti Launonen – Narri-rölli
- Aatos Luukinen – Tulenkantaja-rölli
- Heikki Päätalo – Pöhkö-rölli
- Matti Reijonen – Unelias-rölli
- Reijo Tikkanen – Työmies-rölli
- Heikki Väyrynen – Naamanvääntäjä-rölli
- Martti Ylitalo – Lääkäri-rölli
- Jukka T. Heikkilä – Karju-rölli

## Bakgrund
Allu Tuppurainen skapade Rölli 1983, och den första filmen, Rölli - hemska berättelser, släpptes 1991. Tuppurainen och filmens regissör Olli Soinio och producenten Marko Röhr började snart planera ytterligare en film, men manusen blev inte av. Röhr återkom till ämnet med sin partner Ilkka Matila. Utgångspunkten för filmen var manuset "Rölli och skogsanden" skrivet av Tuppurainen 1998.
Röhr och Matila valde Olli Saarela som regissör och manusförfattare, vars film Vägen till Rukajärvi de tidigare producerat. Totalt gjordes 12 manusutkast och även författaren Kirsti Manninen och producenten Matila medverkade i manuset. Från början var inspelningen tänkt att börja 1999 och 2000, men manusförarbetet pågick fortfarande båda åren, och Saarela var regissör i Bad Luck Love. Slutligen inleddes inspelningen i början av juni 2001 på Karlö.
Efter midsommar flyttades inspelningen till Puolango. Ett par miljoner mark spenderades på Röllibyn hade byggts i Puolango, som blev en del av fritidsgården Paljakka-Ukkohalla efter inspelningen. Inspelningen pågick till i augusti och sedan tog efterproduktionen av filmen vid. Filmen visades första gången 9-10 december, men dess egentliga premiär var den 21 december.

## Jussistatyetter
- Bästa manus (Pini Hellstedt)[8]
- Bästa produktion (Pertti Hilkamo och Ulla-Maija Väisänen)[8]
- Bästa kostym (Anu Pirilä)[8]